# Peter Van Oostende
Peter Van Oostende (1970) is een Vlaams televisie- en filmmaker. Hij schrijft ook scenario's voor televisie en film.

## Biografie
Peter Van Oostende studeerde film aan het Hoger Instituut Voor Beelden Kunsten Sint-Lukas te Brussel (1988-1991). Na zijn studie werkte hij als productie-assistent voor reclamefilms en corporate films. Nadien werkte hij als regieassistent voor kort- en langspeelfilms (o.a 'Camping Cosmos', 'In De Vlucht', 'Verboden Te Zuchten').
Tussen 1998 en 2002 regisseerde hij human intrest reportages. Vanaf 2003 regisseerde hij diverse tv-programma's voor VRT, VT4 en VTM (o.a. 'Witte Raven', 'Reynebeau & Rotten'). Tussen 2007-2010 regisseerde hij de documentaire-reeksen 'China Voor Beginners', 'India Voor Beginners', 'Brazilië Voor Beginners. Per land werden 10 documentaires gemaakt aan de hand van thema's die representatief waren voor de snelle veranderingen in het land. Deze documentaires werden uitgezonden op Canvas.
Van Oostende maakte de muziekclip 'The Boatman' van de Belgische rockgroep Balthazar, samen met kunstenaar Michaël Borremans, uitgebracht in 2010.
Naast regisseren schrijft hij scenario's voor televisie en film. Hij adapteerde in 2006 de Israëlische dramareeks 'In treatment' (2006). Hij ontwikkelde de 8-delige dramareeks 'Reality Goes Wrong' (2007).
Speelfilmscenario's die hij schreef zijn o.a. 'Tigra' en 'The Banks Of The Mind'.